# Allium trifoliatum
Allium trifoliatum är en amaryllisväxtart som beskrevs av Domenico Maria Leone Cirillo. Allium trifoliatum ingår i släktet lökar, och familjen amaryllisväxter. Inga underarter finns listade i Catalogue of Life.

## Bildgalleri

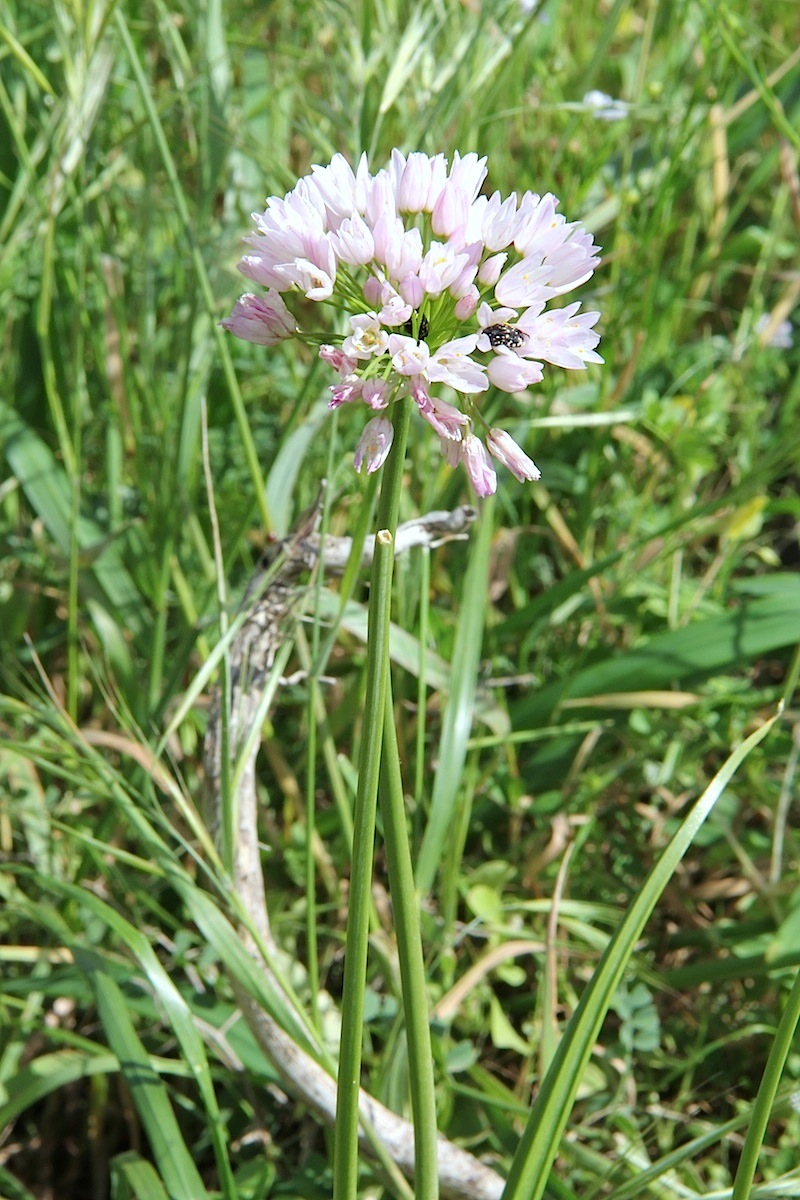
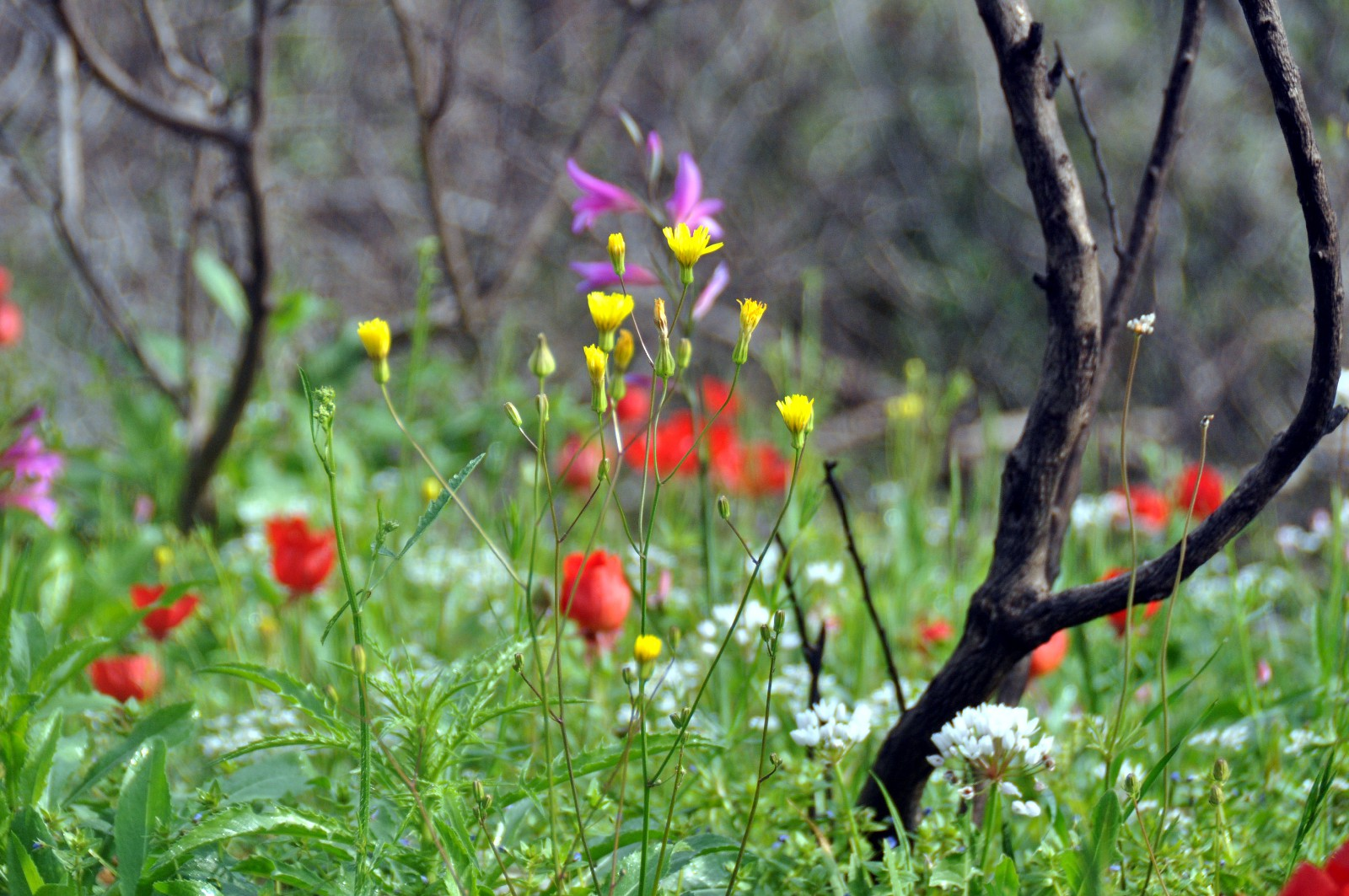